# Metaphorik.de
metaphorik.de ist eine sprachwissenschaftliche Zeitschrift, in der Forschungsbeiträge zur Metapher und zur Metonymie sowie deren Gebrauch in Sprache, Literatur und Medien erscheinen. Die erste Ausgabe wurde im Dezember 2001 veröffentlicht. Seitdem hat sich die Zeitschrift zu einem wichtigen Instrument der internationalen Metaphernforschung entwickelt.
Die Erscheinungsweise der Zeitschrift ist zweimal jährlich, jeweils im Juni und Dezember. Seit der Ausgabe Nr. 12/2007 wird metaphorik.de über den Wehrhahn Verlag auch in einer parallel veranstalteten Druckversion vertrieben.
Sitz der Redaktion ist das Institut für Romanische Sprachen und Literaturen der Universität Duisburg-Essen. Die Redaktion bestand im März 2020 aus: 
- Anke Beger (Universität Flensburg),
- Martin Döring (Universität Hamburg),
- Olaf Jäkel (Universität Flensburg),
- Katrin Mutz (Universität Bremen),
- Dietmar Osthus (Universität Duisburg-Essen),
- Claudia Polzin-Haumann (Universität des Saarlandes) und
- Judith Visser (Ruhr-Universität Bochum).